# 獵鷹與酷寒戰士
是一部美國超級英雄類型的網路劇集，改編自漫威漫畫旗下的兩位超級英雄角色「獵鷹」山姆·威爾森和「酷寒戰士」巴奇·巴恩斯。本劇集是漫威影業開發製作的漫威電影宇宙的第2部電視劇作品，與漫威電影宇宙系列電影處於同一架空世界和共同世界，於線上串流媒體平台Disney+首播。麥爾坎·斯貝爾曼主創並擔當首席編劇，卡莉·斯考格蘭德擔當導演。
賽巴斯汀·史坦和安東尼·麥奇繼續分別飾演漫威電影宇宙系列電影中的角色「酷寒戰士」巴奇·巴恩斯和「獵鷹」山姆·威爾森，主演還包括懷特·羅素、艾琳·凱莉曼、丹尼·拉米瑞茲、喬治·聖皮埃爾、阿德普波·奥杜耶、唐·奇鐸、丹尼爾·布爾、艾蜜莉·芬凱普、佛羅倫絲·卡孫巴和茱莉·路易絲-卓佛。2018年9月，報道稱漫威影業將開發幾個電視劇，以漫威電影宇宙中的「二級核心」人物為主角，並爭取啟用在電影中出演相應角色的演員。10月，斯貝爾曼確定擔任節目統籌。2019年4月，影集正式確定製作，麥奇和史坦確認領銜出演。5月，斯考格蘭德確認擔當導演。影集於2019年10月在美國喬治亞州亞特蘭大開機拍攝。2020年3月移至捷克拍攝。受2019冠狀病毒病疫情影響，同月暫停拍攝。2020年9月在亞特蘭大恢復拍攝，10月底在捷克殺青。
《獵鷹與酷寒戰士》於2021年3月19日首播，4月23日完結，共6集，影集屬於漫威電影宇宙第四階段。

## 概要
在《復仇者聯盟4：終局之戰》中，「美國隊長」史提芬·羅傑斯將其盾牌、衣缽和使命傳承給「獵鷹」山姆·威爾森。六個月後，威爾森聯合「酷寒戰士」巴奇·巴恩斯展開全球冒險，合力對付反愛國主義組織旗幟破壞者。

## 演員與角色
- 賽巴斯汀·史坦 飾演 巴奇·巴恩斯／酷寒戰士／白狼（James Buchanan "Bucky" Barnes / Winter Soldier / White Wolf）

「美國隊長」史提芬·羅傑斯的摯友，在第二次世界大戰的一次行動中被認定死亡，但實際上卻是被犯罪組織九頭蛇洗腦訓練成為一名毫無任何感情和同情心的刺客:4。在恢復記憶後隱居在瓦干達。在薩諾斯打響指後隨著宇宙中的一半生命灰飛煙滅。在2019年電影《復仇者聯盟：終局之戰》中戰勝薩諾斯後，巴奇和山姆一同與年老的史提芬道別。史坦表示影集中將展現巴奇如何面對過去的痛苦經歷，以及在沒有史提芬的情況下適應現在的生活。
- 安東尼·麥奇 飾演 山姆·威爾森／獵鷹／美國隊長（Sam Wilson / Falcon / Captain America）

復仇者聯盟的成員，前美國空軍空降搜救組退役傘兵，使用便攜的高科技飛行翼進行空中作戰和掩護:4。「美國隊長」史提芬·羅傑斯在2019年電影《復仇者聯盟4：終局之戰》中將盾牌以及美國隊長的衣缽和使命傳承給山姆，但在影集中山姆仍使用「獵鷹」這個稱號。儘管山姆無意接受盾牌，也不想成為「美國隊長」，但在影集中將探索他接過美國隊長的盾牌之後的經歷。
- 懷特·羅素 飾演 約翰·沃克／美國隊長／美國特工（John Walker / Captain America / U.S. Agent）

一名獲得軍事勳章的美國陸軍軍官，被美國政府任命為新任美國隊長。該角色認為自己相比於史提芬，更能展現美國價值。麥爾坎·斯貝爾曼表示雖然該角色取材自漫畫角色，但是影集中從更多不同的角度探索該角色。
- 艾琳·凱莉曼 飾演 卡莉·摩根索（英语：Karli Morgenthau）

反愛國主義組織旗幟破壞者的蒙面首領。該組織認為「彈指事件」的五年間的世界更加美好，致力於開放各國邊界。漫畫中該角色為中年男性，凱莉曼認為替換為年輕女性角色之後，使角色從不同的角度看待生活以及從事的活動。
- 丹尼·拉米瑞茲 飾演 維堅·托雷斯（Joaquin Torres）

美國空軍中尉，山姆的朋友，漫畫中該角色為第二代獵鷹，實地調查旗幟破壞者組織。
- 喬治·聖皮埃爾 飾演 喬治·巴作克（Georges Batroc）

恐怖組織的首領。一名法裔傭兵及法國踢腿術高手，該角色首次出現於2014年電影《美國隊長2：酷寒戰士》。
- 阿德普波·奥杜耶（英语：Adepero Oduye） 飾演 莎拉·威爾森（Sarah Wilson）

山姆的姐姐，一名居於路易斯安那州的漁業工作者。莎拉對山姆選擇是否接受美國隊長的使命起著關鍵作用。
- 唐·奇鐸 飾演 詹姆斯·羅德／戰爭機器（James "Rhodey" Rhodes / War Machine）

美國空軍的軍事採購聯絡人，復仇者聯盟的成員，操作戰爭機器裝甲作戰。導演卡莉·斯考格蘭德稱，羅德在影集中的身份類似於威爾森的導師，為他是否選擇接受美國隊長的使命提供指導，同時展現「彈指事件」之後更為廣闊的世界。
- 丹尼爾·布爾 飾演 赫穆·齊莫（Helmut Zemo）

一名來自蘇科維亞的恐怖分子。該角色曾出現於2016年電影《美國隊長3：英雄內戰》。齊莫將在影集中佩戴類似漫畫中的紫色面具。他的面具和服裝借鑒自漫畫中的元素，更能體現「貴族背景」，使他更像一位「男爵」。導演卡莉·斯考格蘭德很高興能夠在《英雄內戰》之後繼續在影集中探索該角色的複雜性。麥爾坎·斯貝爾曼透露影集將探索齊莫的起源故事，並展現他如何將自己視為一名英雄。
- 艾蜜莉·芬凱普 飾演 雪倫·卡特／權力代理人（英语：Power Broker (character)）

前神盾局13號特工和前美國中情局特工，佩姬·卡特的侄女。該角色曾出現於2014年電影《美國隊長2：酷寒戰士》和2016年電影《美國隊長3：英雄內戰》，因在英雄內戰中幫助史提芬而被美國政府通緝，被迫隱藏行跡，隱居在馬來群島的島國馬德里坡。芬凱普表示儘管影集並未過多展現雪倫·卡特在那段時間內的經歷，但是已經側面說明她的艱辛生活，她認為不是所有的付出都是值得的。
- 佛羅倫絲·卡孫巴（英语：Florence Kasumba） 飾演 艾歐（英语：Ayo (comics)）

瓦干達王國的全女性皇家朵拉親衛隊成員。該角色曾出現於2016年電影《美國隊長3：英雄內戰》、2018年電影《黑豹》和《復仇者聯盟3：無限之戰》。
- 茱莉·路易絲-卓佛 飾演 瓦倫緹娜·艾蕾格拉·德芳亭（Valentina Allegra de Fontaine）

女伯爵。瓦倫緹娜·艾蕾格拉·德芳亭原計劃在2021年電影《黑寡婦》中首次出現於漫威電影宇宙，因應2019冠狀病毒病疫情，漫威電影宇宙第四階段的影視項目上映或播出時間以及順序幾經調整，該角色因此首次出現於第五集〈真相〉之中。
戴斯蒙·詹、丹妮·迪特（Dani Deetté）和英迪亞·布西（Indya Bussey）分別出演旗幟破壞者成員多維奇（Dovich）、琪琪（Gigi）和迪迪（DeeDee）。瑞尼·里維拉（Renes Rivera）出演倫諾斯（Lennox）。泰勒·迪恩·弗洛雷斯（Tyler Dean Flores）出演迪亞哥（Diego）。諾亞·米爾斯出演尼可（Nico）。克萊·本尼特出演美國陸軍特等士官長萊瑪·霍斯金斯／戰星，他是沃克的搭檔。
此外，艾咪·艾奎諾出演心理諮詢師克莉汀娜·雷諾（Christina Raynor）。石川美紀出演酒吧服務生莉亞（Leah）。卡爾·魯伯利和伊萊亞·理查森（Elijah Richardson）分別出演以賽亞·布拉德利和以賽亞的孫子伊萊·布拉德利。尼爾·科丁斯基（Neal Kodinsky）出演魯迪（Rudy）。維若妮卡·法肯出演卡莉·摩根索的養母東妮亞·馬達尼（Donya Madani）。珍妮莎·亞當斯-金亞德和佐拉·威廉斯（Zola Williams）分別出演朵拉親衛隊成員諾姆布蕾（Nomble）和亞瑪（Yama）。蔡斯·里弗·麥吉（Chase River McGhee）和亞倫·海恩斯（Aaron Haynes）分別出演山姆·威爾森的外甥卡斯（Cass）和AJ。

## 集數
| 集數 | 標題 | 譯名       | 導演            | 編劇                         | 上線日期      |
| --- | ---- | ---------- | --------------- | ---------------------------- | ------------- |
| 1 |      | 新世界秩序 | 卡莉·斯考格蘭德 | 麥爾坎·斯貝爾曼              | 2021年3月19日 |
| 經歷「彈指事件」，宇宙中一半的生命在消失五年後復活。六個月後，「獵鷹」山姆·威爾森與美國空軍合作，在突尼西亞追蹤一架遭喬治·巴作克及其恐怖組織團夥劫持的飛機。在空軍中尉維堅·托雷斯的幫助下，威爾森擊敗劫機匪徒，救回人質。威爾森接獲消息，反愛國主義組織旗幟破壞者正在四處活動。他回到華盛頓特區，將「美國隊長」史提芬·羅傑斯交付給自己的盾牌捐獻給美國政府，以便將它放置於博物館對外展出。巴奇·巴恩斯被美國政府特赦，參加政府安排的心理治療，與雷諾醫生討論如何擺脫此前被九頭蛇洗腦成為「酷寒戰士」的痛苦經歷。由於缺失五年的生活和工作經歷，威爾森無法幫助姐姐莎拉獲得銀行貸款。旗幟破壞者認為「彈指事件」期間的世界更為美好，該組織在瑞士搶劫了一間銀行，托雷斯將現場調查的情報告知威爾森。巴奇注意到新結識的朋友中島先生之子早前死於「酷寒戰士」之手，但他沒有向中島先生坦承真相。美國政府向公眾宣佈新任美國隊長為約翰·沃克。 |      |            |                 |                              |               |
| 2 |      |            | 卡莉·斯考格蘭德 | 麥可·卡斯特林                | 2021年3月26日 |
| 沃克以美國隊長的身份參加《早安美國》電視節目，表明自己希望繼續傳承羅傑斯的使命。巴恩斯得知消息，對威爾森放棄盾牌的做法十分不滿。他們前往德國慕尼黑，找到旗幟破壞者走私藥品的窩點。兩人誤將卡車中的組織首領卡莉·摩根索當作人質，與對方發生武力衝突。威爾森和巴恩斯落敗，他們發覺對方團夥中有數名超級士兵。儘管沃克和萊瑪·霍斯金斯前來增援，旗幟破壞者還是全部逃脫。沃克邀請威爾森和巴恩斯加入自己的行列，幫助「全球遣返委員會」對付全球不斷湧現的暴力革命，被兩人拒絕。巴恩斯前往馬里蘭州的巴爾的摩，與威爾森一起探訪以賽亞·布拉德利。布拉德利是退役的超級士兵，曾在中被派往朝鮮半島，嘗試抓捕巴恩斯。布拉德利因不滿美國政府和九頭蛇先後將自己監禁長達三十年，拒絕幫助威爾森和巴恩斯查找超級士兵血清的來源。巴恩斯因錯過心理治療被逮捕，沃克將他保釋。沃克再次提出想和兩人合作，被拒絕之後，他告知兩人不要礙事。為蒐集與旗幟破壞者有關的情報，威爾森和巴恩斯前往德國柏林，探訪被囚禁的赫穆·齊莫。 |      |            |                 |                              |               |
| 3 |      |            | 卡莉·斯考格蘭德 | 德瑞克·柯斯達                | 2021年4月2日  |
| 巴恩斯策劃一場監獄暴動，幫助齊莫男爵逃離柏林監獄。齊莫同意協助巴恩斯和威爾森調查超級士兵血清的來源，對付旗幟破壞者。三人前往馬來群島的島國馬德里坡，這裡當前是罪犯避難所。他們見到犯罪集團首腦蕭芘，她透露權力代理人招募前九頭蛇科學家威弗·尼高，令他在此處重新研製超級士兵血清。此時，莎拉打來的電話暴露了威爾森的真實身份，雙方激烈交火，蕭芘被擊斃。一直隱居在此處的雪倫·卡特幫助三人逃脫眾多匪徒的追殺。雪倫打聽到尼高的實驗室地址，他們從尼高的口中得知卡莉·摩根索從實驗室偷走20支超級士兵血清。大批賞金獵人前來圍捕威爾森眾人，實驗室被摧毀，齊莫在混亂之中擊殺尼高，巴恩斯和威爾森乘坐齊莫偷竊的汽車逃離馬德里坡。臨走之前，威爾森答應幫助雪倫拿到美國政府的特赦令。約翰·沃克和萊瑪·霍斯金斯來到柏林監獄，兩人認為是巴恩斯和威爾森幫助齊莫越獄。旗幟破壞者突襲了全球遣返委員會在立陶宛的一處存儲供應物資的倉庫。齊莫、巴恩斯和威爾森前往拉脫維亞追查卡莉·摩根索的下落。巴恩斯發現街邊出現瓦干達王國的跟蹤設備，他獨自循跡與朵拉親衛隊成員艾歐會面。艾歐稱她的目標是齊莫。                                                                                           |      |            |                 |                              |               |
| 4 |      |            | 卡莉·斯考格蘭德 | 德瑞克·柯斯達                | 2021年4月9日  |
| 因齊莫此前謀殺瓦干達國王帝查卡，艾歐質問巴恩斯為何釋放齊莫，並希望再次將他逮捕。巴恩斯說服艾歐同意給出八個小時的時間，暫時繼續與齊莫合作。在齊莫的幫助下，巴恩斯和威爾森得知摩根索正在參加養母的追思會。沃克和霍斯金斯現身欲逮捕齊莫，齊莫回答他知道摩根索的行蹤。威爾森要求沃克給予時間，先單獨與摩根索交談，希望能改變她的想法。在威爾森將要成功之際，沃克擅自闖入房間，雙方爆發衝突。一輪追逐後，齊莫發現摩根索並連開數槍，摩根索在逃跑時不慎失落剩餘的超級士兵血清，於是齊莫逐個踩破血清瓶，摩根索在同伴幫助下乘機逃脫。沃克趕到並用盾牌擊暈齊莫，發現並私藏最後一瓶完好的血清。艾歐帶著朵拉親衛隊前來逮捕齊莫。沃克拒絕合作，雙方言語不合，打鬥在一處，巴恩斯和威爾森出手制止。艾歐與護衛隊陸續擊敗四人，齊莫在混亂中逃走。連番受挫的沃克為自己注射血清。摩根索與莎拉聯繫，迫使威爾森與她會面，她試圖勸說威爾森加入旗幟破壞者。沃克和霍斯金斯跟蹤而來，攻擊旗幟破壞者幫眾，雙方再起衝突。摩根索在混戰中殺死霍斯金斯，隨後旗幟破壞者幫眾四散逃亡。目睹搭檔身亡，憤怒的沃克在大庭廣眾之下用盾牌擊殺落單的旗幟破壞者成員尼可，圍觀群眾紛紛拿起手機拍攝下這一幕。         |      |            |                 |                              |               |
| 5 |      | 真相       | 卡莉·斯考格蘭德 | 達蘭·穆森                    | 2021年4月16日 |
| 威爾森和巴恩斯希望沃克交出盾牌，沃克執意不肯，雙方發生衝突。威爾森的飛行翼被沃克折斷，巴恩斯在爭鬥中趁勢打折沃克的左臂，搶下盾牌，交給威爾森。巴恩斯在蘇科維亞找到齊莫，將他轉交給艾歐率領的朵拉親衛隊，齊莫被押送至浮島監獄。臨行前，巴恩斯請求艾歐幫忙。美國政府對沃克的行為做出處罰，他被迫接受非榮譽退伍，同時被剝奪「美國隊長」的稱號。隨後，沃克遇到女伯爵瓦倫緹娜·艾蕾格拉·德芳亭。瓦倫緹娜認同他的行為，鼓勵他繼續做自己認為正確的事，又說他注射的超級士兵血清對一些人來說價值不菲，要求他保持聯繫。威爾森將受損的飛行翼留給托雷斯，獨自回到美國探訪以賽亞·布拉德利。布拉德利向威爾森講述自己過去援救同樣被作為實驗對象的戰友，然後遭受政府的監禁。威爾森回到姐姐莎拉的家中，和鄰居一起幫助她修補漁船。巴恩斯前來探望威爾森，給他帶來瓦干達人製作的禮物，並幫助他訓練使用盾牌。雪倫·卡特幫助喬治·巴作克出獄。在巴作克的武力支援下，卡莉·摩根索帶領眾多旗幟破壞者成員，計劃在紐約對全球遣返委員會發起襲擊。威爾森從托雷斯口中得知旗幟破壞者出現在紐約後，打開巴恩斯送來的箱子。在片尾彩蛋中，沃克仿照美國隊長的盾牌樣式打造一面新盾牌，上面嵌有他所獲得的軍事勳章。 |      |            |                 |                              |               |
| 6 |      |            | 卡莉·斯考格蘭德 | 麥爾坎·斯貝爾曼＆喬瑟夫·索耶 | 2021年4月23日 |
| 威爾森身著巴恩斯送來的美國隊長新戰服趕到紐約市，在巴恩斯、卡特和沃克的幫助下，解救被旗幟破壞者挾持的全球遣返委員會代表。卡特支開其他旗幟破壞者成員，與摩根索單獨會面，指責摩根索背叛了她。摩根索因此得知卡特是權力代理人。巴作克得知此事，企圖敲詐卡特，威脅要向公眾揭露她的真面目，被卡特擊殺。摩根索隨之開槍擊中卡特腹部。隨後追來的威爾森再次試圖勸說摩根索，摩根索舉槍與他對峙。受傷的卡特從背後擊殺摩根索。威爾森將摩根索的遺體送至醫護人員手中，並說服全球遣返委員會暫緩難民遣返，幫助摩根索生前為之奮鬥的民眾。此外，威爾森說服美國政府為以賽亞·布拉德利在美國隊長博物館內設立紀念碑。與此同時，旗幟破壞者的餘黨在前往浮島監獄的路上被齊莫的管家炸死。女伯爵瓦倫緹娜為沃克打造一套新戰服，沃克成為美國特工，執行政府不便派遣美國隊長前去完成的任務。巴恩斯向中島先生坦承此前仍是「酷寒戰士」之時殺害其子的罪行。在片尾彩蛋中，卡特獲得美國政府的特赦，重回中央情報局擔當聯邦特工。她通過電話聯繫某人，告知對方已經獲得接觸美國政府機密和武器原型的全部權限。 |      |            |                 |                              |               |

## 製作

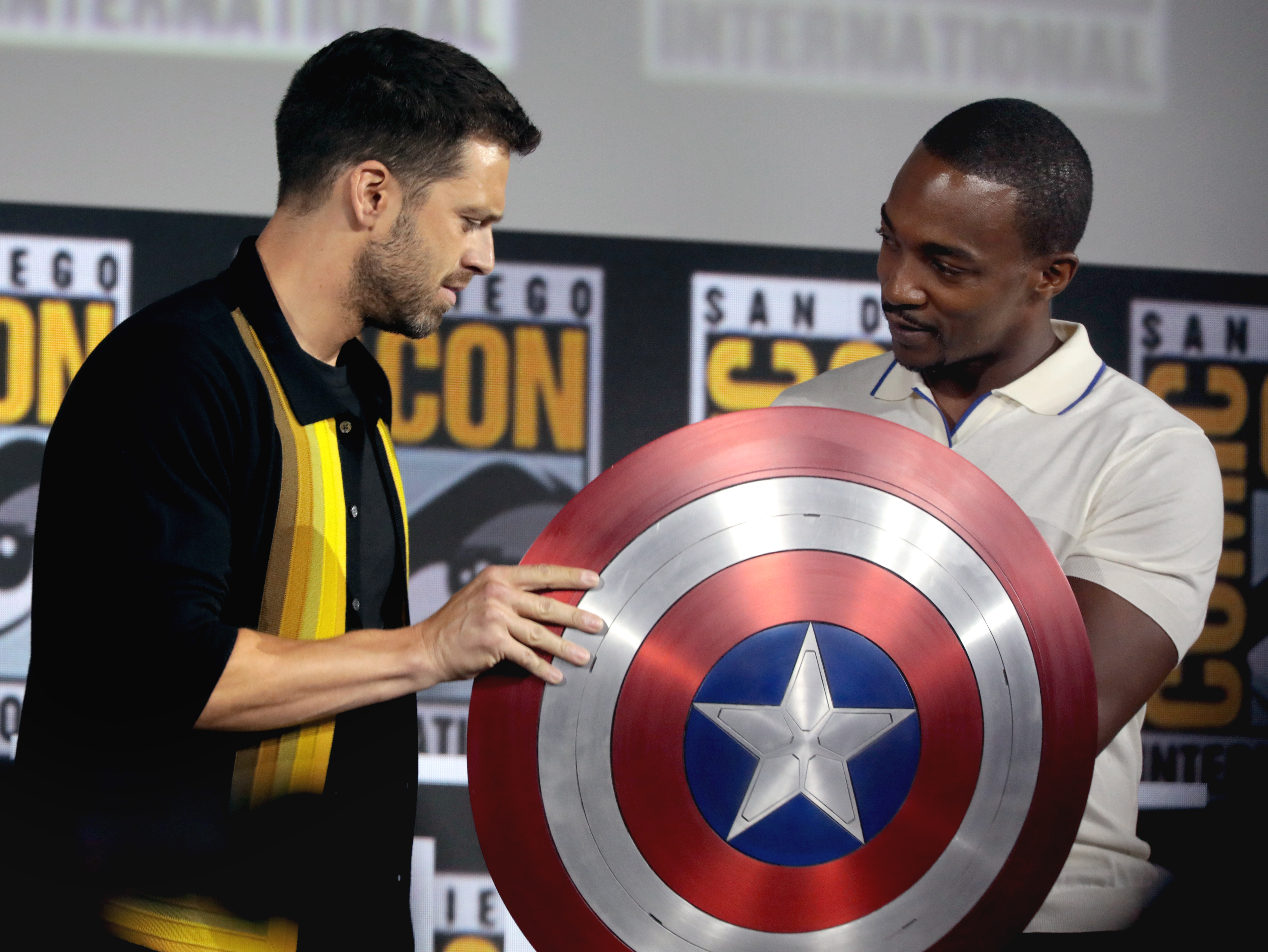
主演賽巴斯汀·史坦和安東尼·麥奇在2019年聖地牙哥國際漫畫展

2017年11月，華特迪士尼公司宣佈為其旗下即將在2019年底正式運行的線上串流媒體平台Disney+開發漫威電影宇宙系列電視劇。2018年9月，報道稱漫威影業正在為該平台開發幾個影集。2018年10月底，麥爾坎·斯貝爾曼被聘為首席編劇，為以「獵鷹」山姆·威爾森和「酷寒戰士」巴奇·巴恩斯為主角的影集撰寫劇本，斯貝爾曼與內特·摩爾（Nate Moore）協助完成劇本創作。2019年4月，漫威公佈影集的正式片名為《獵鷹與酷寒戰士》（The Falcon and the Winter Soldier）。5月，卡莉·斯考格蘭德確認執導全部6集。每集預算達到2500萬美元。執行製作人包括凱文·費吉、路易斯·德·埃斯波西托（Louis D'Esposito）、維多利亞·阿隆索、內特·摩爾、卡莉·斯考格蘭德和麥爾坎·斯貝爾曼:15。影集的故事時間設定於2019年電影《復仇者聯盟：終局之戰》的半年後。在《復仇者聯盟：終局之戰》的結尾，「美國隊長」史提芬·羅傑斯將盾牌以及美國隊長的衣缽和使命傳承給「獵鷹」山姆·威爾森，影集在此基礎上繼續展開故事。
安東尼·麥奇和賽巴斯汀·史坦分別回歸出演在漫威電影宇宙系列電影中的角色「獵鷹」山姆·威爾森和「酷寒戰士」巴奇·巴恩斯。丹尼爾·布爾亦確認將回歸出演2016年電影《美國隊長3：英雄內戰》中的反派赫穆·齊莫。艾蜜莉·芬凱普回歸出演雪倫·卡特。懷特·羅素出演新引入的角色約翰·沃克。阿德普波·奥杜耶出演山姆的姐姐莎拉·威爾森（Sarah Wilson）。喬治·聖皮埃爾回歸出演喬治·巴作克。艾琳·凱莉曼出演卡莉·摩根索。丹尼·拉米瑞茲確認出演維堅·托雷斯。唐·奇鐸確認回歸出演「戰爭機器」詹姆斯·羅德。佛羅倫絲·卡孫巴出演瓦干達王國的全女性皇家護衛隊朵拉親衛隊的成員艾歐。茱莉·路易絲-卓佛飾演女伯爵瓦倫緹娜·艾蕾格拉·德芳亭。
2019年10月31日，影集於美國喬治亞州亞特蘭大的松林製片廠開機拍攝。卡莉·斯考格蘭德擔當導演。P·J·迪倫（P.J. Dillon）擔當攝影指導。拍攝作業於2020年10月23日殺青。傑佛瑞·福特、凱莉·迪克森（Kelley Dixon）、陶德·德羅斯（Todd Desrosiers）和羅珊·譚（Rosanne Tan）擔當剪輯師:3。後期特效製作公司包括、光影魔幻工業、和維塔數碼。亨利·傑克曼為影集創作原創音樂。

## 市場營銷
2019年11月12日，迪士尼旗下串流媒體平台Disney+上線當天，製作方在漫威影業的特別節目《漫威影業擴展宇宙》（Expanding the Universe）中公佈了影集的藝術概念圖和角色的服裝設計。12月，凱文·費吉在巴西聖保羅動漫體驗展上發佈首張劇照。2020年2月2日，在第五十四屆超級盃的中場廣告時間，漫威公佈了《獵鷹與酷寒戰士》、《汪達幻視》和《洛基》的限定預告短片。網站的編輯朱莉婭·亞歷山大（Julia Alexander）表示短片雖未提供太多信息，但足以吸引影迷的眼球。網站的編輯哈利·福奇（Haleigh Foutch）認為漫威帶來的預告短片成為整個節目的焦點。
2020年12月10日，漫威在迪士尼投資人會議期間釋出第一支預告片。網站的編輯稱預告片展示影集故事類似於漫威電影宇宙電影，同時包括已經存在的反派赫穆·齊莫和新引入的反派旗幟破壞者。網站的編輯安吉·韓（Angie Han）稱預告片證實電影《美國隊長3：英雄內戰》中的多名角色回歸，同時看到令人毛骨悚然的超級反派。網站的編輯勞拉·赫利（Laura Hurley）稱「預告片帶來史詩般的感覺，仿佛是漫威的院線電影，而不是Disney+影集」。網站的編輯查爾斯·皮里亞姆-摩爾（Charles Pulliam-Moore）稱預告片「十分瘋狂」。2021年1月，漫威宣佈開啟「漫威必備」（Marvel Must Haves）一站式網路商店，出售包括與《獵鷹與酷寒戰士》相關的玩具、遊戲、書籍、服裝和家居裝飾等周邊產品，於每集播出之後的週一上架相關產品。3月15日，漫威公佈與影集《獵鷹與酷寒戰士》相關周邊產品的具體內容，每集相關產品自3月22日起陸續上架開售。
2021年2月7日，在第五十五屆超級盃的中場廣告時間，漫威釋出正式預告片。的班·皮爾森（Ben Pearson）稱預告片呈現影迷所期待的更為傳統、充滿風趣對話和動作戲的漫威風格，滿足了部分對顛覆傳統的影集《汪達幻視》不滿的觀眾。皮爾森作出假設，如果按照原定的計劃，《獵鷹與酷寒戰士》先於《汪達幻視》播出，觀眾的評價將會如何不同？雅虎的伊桑·艾特（Ethan Alter）同樣將影集與《汪達幻視》相比較，認為「觀眾期望在傳統的漫威電影宇宙中看到亮點。」《滾石》的布倫納·埃利希（Brenna Ehrlich）稱「預告片充滿了爆炸場面、驚險的特技動作和多重陰謀詭計。」雪倫·卡特出現於預告片之中，的伊恩·卡多納（Ian Cardona）認為該角色終於獲得應有的出場戲份。線上預告片和電視廣告發佈24小時內，綜合觀看次數達到1.25億，成為最多觀看的串流媒體平台影集預告片，大幅超過2020年9月於第72屆黃金時段艾美獎播出期間釋出的《汪達幻視》預告片。此外，預告片在社交媒體的關鍵詞提及次數達到21.7萬，打破谷歌搜索中所有娛樂影視節目的提及次數紀錄。預告片發佈五分鐘之後，在超級盃廣告搜索排名中位列第五。YouTube上的預告片在第五十五屆超級盃廣告播出次數中位列第六。
《漫威影業：傳奇角色》的其中四集分別以獵鷹、酷寒戰士、齊莫和雪倫·卡特為主題。以獵鷹和酷寒戰士為主題的特輯於2021年3月5日播出，以齊莫和雪倫·卡特為主題的特輯於2021年3月12日播出。3月初，釋出一支聯合推廣影集和電子遊戲機的廣告，片中安東尼·麥奇和DC·皮爾森分別出演山姆·威爾森和推銷員艾倫（Aaron），艾倫在《復仇者聯盟4：終局之戰》中與索爾一起玩電子遊戲《堡壘之夜》，網名為。皮爾森此前在2014年電影《美國隊長2：酷寒戰士》中客串出演員工。2021年3月15日，漫威釋出最終版預告片。

## 發行
在2019年聖地牙哥國際漫畫展上，漫威宣佈《獵鷹與酷寒戰士》原預定於2020年秋季在串流媒體平台Disney+首播。共6集，每週播出一集。影集原計劃於2020年8月首播，受2019冠狀病毒病疫情影響，首播日期被推遲。2020年12月，迪士尼公佈首播日期定為2021年3月19日，4月23日完結。《獵鷹與酷寒戰士》屬於漫威電影宇宙第四階段。

## 迴響

### 觀眾收視
2021年3月22日，串流媒體平台Disney+宣佈《獵鷹與酷寒戰士》第一集〈新世界秩序〉成為該平台首週末期間播放量最多的影集首播集，超過《汪達幻視》和《曼達洛人》第二季。稱首週末共有170萬用戶觀看首播集。

### 評價
| 季數 | 季數 | 爛番茄           | Metacritic     |
| ---- | ---- | ---------------- | -------------- |
|      | 1    | 84%（336篇評論） | 75（29篇評論） |

《獵鷹與酷寒戰士》收到多數影評人的好評。根据評論匯總网站爛番茄汇总的336篇评论文章，84%的评论家给予该作正面评价，平均打分为7.25分（满分10分）。在Metacritic上，32位影評人共給予了74分的分數（滿分100分），這部影集獲得了「普遍好評」。
的影評人亞歷·波雅拉德（Alec Bojalad）認為每週播出一集而不是全部釋出的播放形式無益於展現影集。與類似於情景喜劇的《汪達幻視》不同，《獵鷹與酷寒戰士》的首播集可看作是整個故事的第一幕，給人「殘缺不全的失落體驗」。

### 獎項
| 獎項        | 日期          | 類別     | 入圍者                     | 結果 | 來源    |
| ----------- | ------------- | -------- | -------------------------- | ---- | ------- |
| MTV影視大獎 | 2021年5月16日 | 最佳英雄 | 安東尼·麥奇                | 獲獎 | [ 105 ] |
| MTV影視大獎 | 2021年5月16日 | 最佳搭檔 | 安東尼·麥奇與賽巴斯汀·史坦 | 獲獎 | [ 105 ] |

## 相關媒體

### 紀錄片特輯
2021年2月，迪士尼宣佈製作紀錄片影集《漫威影業：創作大本營》，包括漫威電影宇宙電影和影集項目的幕後製作花絮，並採訪主要演員和創意團隊。以影集《獵鷹與酷寒戰士》為主題的特輯於2021年4月30日釋出。

## 未來計劃
在影集開播前，主演安東尼·麥奇表示尚未有關於製作的第二季的討論。導演卡莉·斯考格蘭德同樣表示仍未確定是否會開發第二季，已經通過六集完成所要講述的內容，但是仍有更多的故事和角色需要探索。凱文·費吉表示希望《獵鷹與酷寒戰士》如同《汪達幻視》一樣，能夠將劇情直接延續至漫威未來的電影項目。
2021年4月23日，影集最終集播出之後，首席編劇麥爾坎·斯貝爾曼透露正在與達蘭·穆森共同開發《美國隊長4》的劇本。影片以「美國隊長」山姆·威爾森為主角，延續《獵鷹與酷寒戰士》的劇情。

## 備註
1. ↑  依照漫威電影宇宙電視劇播出次序[2]。
2. ↑  依照漫威電影宇宙中故事發生的時間次序[3][4]，參見漫威电影宇宙#時間線。
3. ↑  在最後一集中劇名更改為。
4. 1 2  參見2019年電影《復仇者聯盟4：終局之戰》[55]。
5. ↑  全球遣返委員會的英文全名為[56]。
6. ↑  漫畫中該角色為黑人男性的變種人。
7. ↑  雪倫·卡特因在英雄內戰中幫助「美國隊長」史提芬·羅傑斯，被美國政府通緝，被迫隱居在馬來群島的島國馬德里坡（英语：Madripoor）。參見2016年電影《美國隊長3：英雄內戰》[37]。
8. ↑  參見2016年電影《美國隊長3：英雄內戰》。
9. ↑  後續劇情參見2025年電影《雷霆特攻隊*》。

## 資料來源
1. 1 2  Jarvey, Natalie. . The Hollywood Reporter. 2019-10-16  [2019-10-17]. （原始内容存档于2019-10-17） （美国英语）.
2. ↑  Mithaiwala, Mansoor. . Screen Rant. 2021-02-24  [2021-02-24]. （原始内容存档于2021-02-27） （美国英语）.
3. 1 2  Couch, Aaron; Kit, Borys. . The Hollywood Reporter. 2019-07-20  [2019-07-20]. （原始内容存档于2019-07-21） （美国英语）.
4. 1 2 3  Miller, Liz Shannon. . Collider. 2021-03-16  [2021-03-17]. （原始内容存档于2021-03-16） （美国英语）.
5. 1 2 3 4 5  Fleming Jr, Mike. . Deadline Hollywood. 2019-05-20  [2019-05-20]. （原始内容存档于2019-05-21） （美国英语）.
6. ↑  Dinh, Christine. . Marvel Entertainment. 2020-02-02  [2020-02-03]. （原始内容存档于2020-02-04） （美国英语）.
7. 1 2  Polo, Susana; Patches, Matt; McWhertor, Michael. . Polygon. 2020-12-11  [2020-12-11]. （原始内容存档于2020-12-11） （美国英语）.
8. 1 2 3 4  Dinh, Christine. . Marvel Entertainment. 2019-04-12  [2019-04-12]. （原始内容存档于2019-04-12） （美国英语）.
9. 1 2 3 4   (PDF). Disney Media and Entertainment Distribution.   [2021-03-15]. （原始内容存档 (PDF)于2021-03-15） （美国英语）.
10. ↑  Kit, Borys. . The Hollywood Reporter. 2016-08-09  [2016-08-10]. （原始内容存档于2016-08-10） （美国英语）.
11. ↑  Thomas, Kaitlin. . TV Guide. 2019-04-26  [2019-10-21]. （原始内容存档于2019-06-03） （美国英语）.
12. ↑  Coogan, Devan. . Entertainment Weekly. 2021-02-11  [2021-02-11]. （原始内容存档于2021-02-11） （美国英语）.
13. ↑  Perine, Anthony. . ComicBook.com. 2019-08-24  [2019-08-26]. （原始内容存档于2019-08-25） （美国英语）.
14. ↑  Perine, Aaron. . ComicBook.com. 2021-01-12  [2021-01-13]. （原始内容存档于2021-01-13） （美国英语）.
15. 1 2  Itzkoff, Dave. . The New York Times. 2021-03-12  [2021-03-13]. （原始内容存档于2021-03-12） （美国英语）.
16. 1 2 3  Dinh, Christine. . Marvel Entertainment. 2019-11-13  [2019-11-14]. （原始内容存档于2019-11-14） （美国英语）.
17. 1 2 3 4  Couch, Aaron. . The Hollywood Reporter. 2019-08-23  [2019-08-23]. （原始内容存档于2019-08-23） （美国英语）.
18. ↑  Aguilar, Matthew. . ComicBook.com. 2021-02-01  [2021-02-01]. （原始内容存档于2021-02-01） （美国英语）.
19. ↑  Dinh, Christine. . Marvel.com. 2021-03-29  [2021-03-29]. （原始内容存档于2021-03-29） （美国英语）.
20. 1 2  Romano, Nick. . Entertainment Weekly. 2021-03-16  [2021-03-16]. （原始内容存档于2021-03-16） （美国英语）.
21. 1 2  Marston, George. . Newsarama. 2021-02-09  [2021-02-09]. （原始内容存档于2021-02-09） （美国英语）.
22. ↑  Whitbrook, James. . io9. 2021-03-15  [2021-03-15]. （原始内容存档于2021-03-15） （美国英语）.
23. 1 2 3  Romano, Nick. . Entertainment Weekly. 2021-03-19  [2021-03-20]. （原始内容存档于2021-03-20） （美国英语）.
24. ↑  Boone, John. . Entertainment Tonight. 2021-04-01  [2021-04-03]. （原始内容存档于2021-04-03） （美国英语）.
25. 1 2  Galuppo, Mia. . The Hollywood Reporter. 2020-10-16  [2020-10-16]. （原始内容存档于2020-10-16） （美国英语）.
26. ↑  Frazier, Adam. . /Film. 2021-03-19  [2021-03-19]. （原始内容存档于2021-03-19） （美国英语）.
27. 1 2 3  Lovett, Jamie. . ComicBook.com. 2021-02-22  [2021-02-22]. （原始内容存档于2021-02-23） （美国英语）.
28. 1 2  Chaney, Jen. . Vulture. 2021-03-18  [2021-03-19]. （原始内容存档于2021-03-19） （美国英语）.
29. ↑  Robinson, Tasha. . Polygon. 2021-03-16  [2021-03-19]. （原始内容存档于2021-03-19） （美国英语）.
30. ↑  Ital, Eric. . BroBible.com. 2021-02-03  [2021-02-03]. （原始内容存档于2021-02-03） （美国英语）.
31. ↑  Hatchett, Keisha. . TVLine. 2021-03-19  [2021-03-19]. （原始内容存档于2021-03-19） （美国英语）.
32. 1 2  Ramos, Dino-Ray. . Deadline Hollywood. 2019-07-20  [2019-07-21]. （原始内容存档于2019-07-21） （美国英语）.
33. ↑  Pearson, Ben. . /Film. 2019-07-23  [2019-11-04]. （原始内容存档于2019-07-23） （美国英语）.
34. ↑  Reimann, Tom. . Collider. 2020-07-09  [2020-07-10]. （原始内容存档于2020-07-09） （美国英语）.
35. ↑  Erao, Math. . Comic Book Resources. 2021-03-01  [2021-03-01]. （原始内容存档于2021-03-01） （美国英语）.
36. ↑  Davis, Brandon. . ComicBook.com. 2021-03-17  [2021-03-18]. （原始内容存档于2021-03-18） （美国英语）.
37. 1 2  Aliev, Bek. . cbr.com. 2021-04-08  [2021-04-09]. （原始内容存档于2021-04-09） （美国英语）.
38. ↑  Kroll, Justin. . Entertainment Weekly. 2018-09-03  [2019-09-09]. （原始内容存档于2019-09-05） （美国英语）.
39. ↑  Vary, Adam B. . Variety. 2021-04-05  [2021-04-05]. （原始内容存档于2021-04-05） （美国英语）.
40. 1 2  Ortiz, Andi. . TheWrap. 2021-04-02  [2021-04-02]. （原始内容存档于2021-04-03） （美国英语）.
41. 1 2  Robinson, Joanna. . Vanity Fair. 2021-04-16  [2021-04-16]. （原始内容存档于2021-04-16） （美国英语）.
42. ↑  Hood, Cooper. . Screen Rant. 2021-03-20  [2021-03-26]. （原始内容存档于2021-03-26） （美国英语）.
43. ↑  Spellman, Malcolm. . . 第1季. 第1集. 2021-03-19  [2021-03-27]. Disney+. （原始内容存档于2021-03-20） （美国英语）.片尾演職員表於42:38開始。
44. 1 2 3  Kastelein, Michael. . . 第1季. 第2集.  事件发生在 45:21. 2021-03-26  [2021-03-27]. Disney+. （原始内容存档于2021-03-26） （美国英语）.片尾演職員表於42:48開始。
45. ↑  White, Brett. . Decider. 2021-04-02  [2021-04-09]. （原始内容存档于2021-04-02） （美国英语）.
46. ↑  Outlaw, Kofi. . ComicBook.com. 2021-04-02  [2021-04-09]. （原始内容存档于2021-04-02） （美国英语）.
47. ↑  Romano, Nick. . Entertainment Weekly. 2021-03-26  [2021-03-27]. （原始内容存档于2021-03-27） （美国英语）.
48. ↑  Sepinwall, Alan. . Rolling Stone. 2021-03-26  [2021-03-26]. （原始内容存档于2021-03-26） （美国英语）.
49. ↑  Bonomolo, Cameron. . ComicBook.com. 2021-02-07  [2021-03-15]. （原始内容存档于2021-02-23） （美国英语）.
50. ↑  Vary, Adam B. . Variety. 2021-04-01  [2021-04-04]. （原始内容存档于2021-04-03） （美国英语）.
51. ↑  Romano, Nick. . Entertainment Weekly. 2021-03-26  [2021-03-26]. （原始内容存档于2021-03-26） （美国英语）.
52. ↑  Frazier, Adam. . /Film. 2021-04-09  [2021-04-09]. （原始内容存档于2021-04-09） （美国英语）.
53. ↑  White, Brett. . Decider. 2021-04-09  [2021-04-09]. （原始内容存档于2021-04-09） （美国英语）.
54. ↑  White, Brett. . Decider. 2021-03-19  [2021-03-19]. （原始内容存档于2021-03-19） （美国英语）.
55. ↑  Baker, Chrishaun. . Screen Rant. 2021-04-06  [2021-04-09]. （原始内容存档于2021-04-17） （美国英语）.
56. ↑  Keane, Sean. . CNET. 2021-04-01  [2021-09-15]. （原始内容存档于2021-11-06） （美国英语）.
57. ↑  Littleton, Cynthia. . Variety. 2017-11-09  [2017-11-10]. （原始内容存档于2017-11-10） （美国英语）.
58. ↑  Kroll, Justin. . Variety. 2018-09-18  [2018-09-18]. （原始内容存档于2018-09-19） （美国英语）.
59. ↑  Kroll, Justin; Otterson, Joe. . Variety. 2018-10-30  [2018-10-31]. （原始内容存档于2018-10-31） （美国英语）.
60. ↑  Hatchett, Keisha. . TVLine. 2021-02-16  [2021-02-16]. （原始内容存档于2021-02-16） （美国英语）.
61. 1 2  Goldberg, Matt. . Collider. 2019-12-07  [2019-12-14]. （原始内容存档于2019-12-08） （美国英语）.
62. ↑  Ridgely, Charlie. . ComicBook.com. 2021-02-03  [2021-02-03]. （原始内容存档于2021-02-03） （美国英语）.
63. ↑  Anderson, Jenna. . ComicBook.com. 2019-10-31  [2019-11-01]. （原始内容存档于2019-11-01） （美国英语）.
64. ↑  Perine, Aaron. . ComicBook.com. 2019-10-20  [2019-10-24]. （原始内容存档于2019-10-20） （美国英语）.
65. ↑   (PDF). Worldwide Production Agency: 1. 2020-08-01  [2020-12-29]. （原始内容存档 (PDF)于2020-12-29） （美国英语）.
66. ↑  Perine, Aaron. . ComicBook.com. 2020-10-23  [2020-10-23]. （原始内容存档于2020-10-24） （美国英语）.
67. ↑  Arnavin. . Fandîme Filmu. 2020-10-23  [2020-10-23]. （原始内容存档于2020-10-24） （美国英语）.
68. ↑  Frei, Vincent. . Art of VFX. 2021-03-16  [2021-03-19]. （原始内容存档于2021-03-19） （美国英语）.
69. ↑  . Film Music Reporter. 2020-12-28  [2020-12-28]. （原始内容存档于2020-12-28） （美国英语）.
70. ↑  Coogan, Devan. . Entertainment Weekly. 2020-02-02  [2020-02-03]. （原始内容存档于2020-02-03） （美国英语）.
71. ↑  Alexander, Julia. . The Verge. 2020-02-02  [2020-02-03]. （原始内容存档于2020-02-03） （美国英语）.
72. ↑  Foutch, Haleigh. . Collider. 2020-02-02  [2020-02-03]. （原始内容存档于2020-02-04） （美国英语）.
73. ↑  Han, Angie. . Mashable. 2020-12-11  [2020-12-12]. （原始内容存档于2020-12-11） （美国英语）.
74. ↑  Hurley, Laura. . CinemaBlend. 2020-12-10  [2020-12-12]. （原始内容存档于2020-12-11） （美国英语）.
75. ↑  Pulliam-Moore, Charles. . io9. 2020-12-10  [2020-12-12]. （原始内容存档于2020-12-11） （美国英语）.
76. ↑  Paige, Rachel. . Marvel.com. 2021-01-12  [2021-01-31]. （原始内容存档于2021-01-20） （美国英语）.
77. ↑  Paige, Rachel. . Marvel.com. 2021-03-15  [2021-03-22]. （原始内容存档于2021-03-17） （美国英语）.
78. ↑  Paige, Rachel. . Marvel.com. 2021-03-22  [2021-03-22]. （原始内容存档于2021-03-22） （美国英语）.
79. ↑  Ramos, Dino-Ray. . Deadline Hollywood. 2021-02-07  [2021-02-08]. （原始内容存档于2021-02-16） （美国英语）.
80. ↑  Dihn, Christine. . Marvel.com. 2021-02-07  [2021-02-07]. （原始内容存档于2021-02-08） （美国英语）.
81. ↑  Pearson, Ben. . /Film. 2021-02-07  [2021-02-07]. （原始内容存档于2021-02-08） （美国英语）.
82. ↑  Alter, Ethan. . Yahoo!. 2021-02-07  [2021-02-07]. （原始内容存档于2021-02-08） （美国英语）.
83. ↑  Ehrlich, Brenna. . Rolling Stone. 2021-02-07  [2021-02-07]. （原始内容存档于2021-02-08） （美国英语）.
84. ↑  Cardona, Ian. . Comic Book Resources. 2021-02-09  [2021-02-09]. （原始内容存档于2021-02-09） （美国英语）.
85. ↑  D'Alessandro, Anthony. . Deadline Hollywood. 2021-02-09  [2021-02-09]. （原始内容存档于2021-02-10） （美国英语）.
86. ↑  Spangler, Todd. . Variety. 2021-02-08  [2021-02-08]. （原始内容存档于2021-02-08） （美国英语）.
87. ↑  Paige, Rachel. . Marvel.com. 2020-12-15  [2020-12-15]. （原始内容存档于2020-12-15） （美国英语）.
88. 1 2  Barnhardt, Adam. . ComicBook.com. 2021-02-16  [2021-02-16]. （原始内容存档于2021-02-17） （美国英语）.
89. 1 2  Outlaw, Kofi. . ComicBook.com. 2021-03-05  [2021-03-05]. （原始内容存档于2021-03-05） （美国英语）.
90. ↑  Bishop, Rollin. . ComicBook.com. 2021-03-15  [2021-03-15]. （原始内容存档于2021-03-15） （美国英语）.
91. ↑  Dumarog, Ana. . Screen Rant. 2021-03-09  [2021-03-09]. （原始内容存档于2021-03-09） （美国英语）.
92. ↑  Goslin, Austen. . Polygon. 2021-03-15  [2021-03-15]. （原始内容存档于2021-03-15） （美国英语）.
93. ↑  . Marvel. 2019-07-20  [2019-08-06]. （原始内容存档于2019-08-05） （美国英语）.
94. ↑  Mitovitch, Matt Webb. . TV Line. 2019-08-24  [2019-08-24]. （原始内容存档于2019-08-24） （美国英语）.
95. ↑  Mitovitch, Matt Webb. . TV Line. 2020-02-04  [2020-02-04]. （原始内容存档于2020-02-05） （美国英语）.
96. ↑  Mitovitch, Matt Webb. . TVLine. 2020-07-17  [2020-07-17]. （原始内容存档于2020-07-17） （美国英语）.
97. ↑  Romano, Nick. . Entertainment Weekly. 2020-12-10  [2020-12-10]. （原始内容存档于2020-12-11） （美国英语）.
98. ↑  D'Alessandro, Anthony. . Deadline Hollywood. 2021-02-24  [2021-02-25]. （原始内容存档于2021-02-25） （美国英语）.
99. ↑  Couch, Aaron. . The Hollywood Reporter. 2020-09-18  [2020-09-18]. （原始内容存档于2020-09-18） （美国英语）.
100. ↑  D'Alessandro, Anthony. . Deadline Hollywood. 2021-03-22  [2021-03-22]. （原始内容存档于2021-03-22） （美国英语）.
101. ↑  Vary, Adam B. . Variety. 2021-03-22  [2021-03-24]. （原始内容存档于2021-03-24） （美国英语）.
102. 1 2  . Rotten Tomatoes. Fandango Media.   [2023-01-10] （美国英语）.
103. 1 2  . Metacritic. Red Ventures.   [2025-06-25] （美国英语）.
104. ↑  Bojalad, Alex. . Den of Geek. 2021-03-18  [2021-03-21]. （原始内容存档于2021-03-20） （美国英语）.
105. ↑  Nordyke, Kimberly. . The Hollywood Reporter. 2021-05-16  [2021-05-16]. （原始内容存档于2021-05-17） （美国英语）.
106. ↑  Paige, Rachel. . Marvel.com. 2021-02-16  [2021-02-16]. （原始内容存档于2021-02-16） （美国英语）.
107. ↑  Griffin, David. . IGN. 2021-03-17  [2021-03-19]. （原始内容存档于2021-03-18） （美国英语）.
108. ↑  Donnelly, Matt. . Variety. 2021-03-03  [2021-03-03]. （原始内容存档于2021-03-03） （美国英语）.
109. ↑  Eclarinal, Aeron Mer. . The Direct. 2021-03-12  [2021-03-14]. （原始内容存档于2021-03-12） （美国英语）.
110. ↑  Davis, Brandon. . ComicBook.com. 2021-03-14  [2021-03-14]. （原始内容存档于2021-03-14） （美国英语）.
111. ↑  Kit, Borys; Couch, Aaron. . The Hollywood Reporter. 2021-04-23  [2021-04-23]. （原始内容存档于2021-04-23） （美国英语）.

## 外部連結
- 官方网站
- 互联网电影数据库（IMDb）上《獵鷹與酷寒戰士》的资料（英文）
- 豆瓣电影上《獵鷹與酷寒戰士》的資料 （简体中文）
- 在Disney+上觀看《獵鷹與酷寒戰士》